# Section des Gardes-Françaises

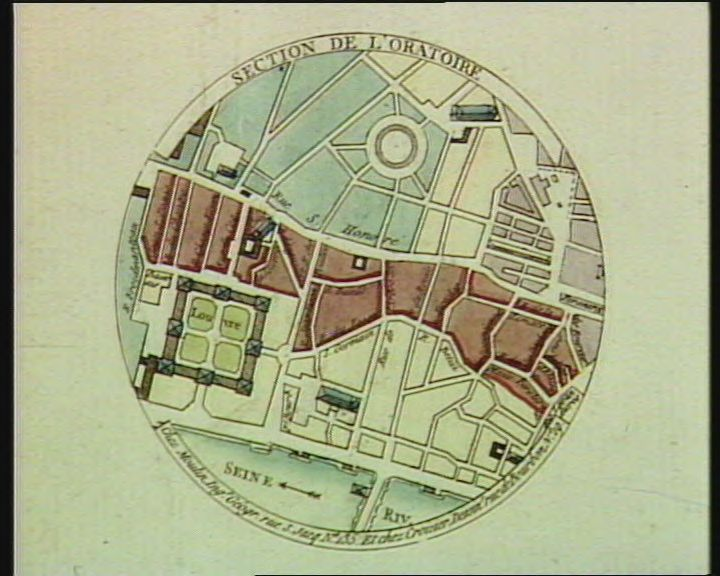
Section de l'Oratoire, Croizier, eau-forte, vers 1790

La section de l'Oratoire, rebaptisé section des Gardes-Françaises en 1792, était, sous la Révolution française, une section révolutionnaire parisienne. 

## Historique
Cette section s’appela « section de l’Oratoire » de 1790 à 1792. En mai 1792, elle l’abandonna pour prendre celui de « section des Gardes-Françaises ».
Elle était représentée à la Commune de Paris par :
- Jean-Baptiste-Mathieu Dhazard, perruquier né à Paris en 1758, qui demeurait 101, rue Saint-Honoré. Il est guillotiné le 11 thermidor an II (29 juillet 1794),
- Jean Antoine Gaspard Forestier, chirurgien né en 1755, demeurant rue du Faubourg-Saint-Honoré. Il est guillotiné le 10 thermidor an II (28 juillet 1794),
- Martial Gamory, coiffeur, né en 1748 à Guéret (Creuse), qui habitait 102, rue Saint-Honoré.

Lors de la chute de Robespierre,  le 9 thermidor an II (27 juillet 1794), la section des Gardes-Françaises resta fidèle à la Convention nationale, tandis que deux de ses représentants prêtèrent serment à la Commune de Paris, ils furent guillotinés les 10 et 11 thermidor an II (29 juillet 1794).
Elle se réunissait dans l’église de l’Oratoire du Louvre, 145 rue Saint-Honoré.
Elle est dissoute en 1795.
Après le regroupement par quatre des sections révolutionnaires par la loi du 19 vendémiaire an IV (11 octobre 1795) qui porte création de 12 arrondissements, la présente section est maintenue comme subdivision administrative, puis devient, par arrêté préfectoral du 10 mai 1811, le quartier Saint-Honoré (4e arrondissement de Paris).

## Territoire
Son territoire comprenait le rectangle au nord de la section du Musée du Louvre, entre celle-ci et la rue Saint-Honoré. La future rue de Rivoli le traverse.
La rue Saint-Honoré, à droite, depuis la rue Froid-Manteau jusqu’à la rue des Déchargeurs : la rue des Déchargeurs, à droite, jusqu’à la rue des Fourreurs : la rue des Fourreurs, à droite, jusqu’à la rue des Lavandières : la rue des Lavandières, à droite, jusqu’à la rue des Mauvaises-Paroles : la rue des Mauvaises-Paroles à droite et à gauche : la rue Béthisy à droite : la rue des Fossés-Saint-Germain, à droite, jusqu’à la colonnade du Louvre : les murs du Louvre jusqu’à la rue de Beauvais : la rue de Beauvais, à droite, jusqu’à la rue Froid-Manteau : la rue Froid-Manteau, à droite, depuis la rue de Beauvais jusqu’à celle Saint-Honoré.
À l'intérieur, elle comprenait les rues Jean-Saint-Denis, du Chantre, Champ-fleuri, du Coq, du Louvre, d’Angivilliers, des Poulies, Bailleul, partie de celle de l’Arbre-sec, du Roule, Tirechappe, des Bourdonnais, des Déchargeurs, des deux côtés, depuis la rue des Fourreurs jusqu’à celle des Mauvaises-Paroles, etc., et généralement tous les rues, culs-de-sac, places, etc., enclavés dans cette limite.

## Population
12 850 habitants, dont 1 680 ouvriers et 305 économiquement faibles.